# Жавгур
Жавгур (рум. Javgur) — село в Чимишлийском районе Молдавии. Является административным центром коммуны Жавгур, включающей также сёла Артимоновка и Максимены.

## География
Село расположено на высоте 99 метров над уровнем моря. Через село, по направлению с северо-запада на юго-восток протекает река Ялпуг, в которую в 1,7 км от южной окраины села впадает река Ялпужель.

## Население
По данным переписи населения 2004 года, в селе Жавгур проживает 1627 человек (798 мужчин, 829 женщин).
Этнический состав села:
| Национальность | Число жителей | Процентный состав |
| -------------- | ------------- | ----------------- |
| молдаване      | 1613          | 99.14             |
| болгары        | 5             | 0.31              |
| гагаузы        | 4             | 0.25              |
| украинцы       | 3             | 0.18              |
| русские        | 1             | 0.06              |
| румыны         | 1             | 0.06              |
| Всего          | 1627          | 100 %             |